# Zoe Hives
Zoe Hives, née le 24 octobre 1996, est une joueuse de tennis professionnelle australienne. Elle a remporté un titre en double sur le circuit WTA.

## Carrière professionnelle
Zoe Hives fait ses débuts sur le circuit WTA en 2014 en participant au tournoi de Hobart. Elle joue son 1er match en grand tableau de grand chelem lors de l'Open d'Australie 2019, match qu'elle gagne face à l'Américaine Bethanie Mattek. Elle sera ensuite battue au 2e tour par la Française Caroline Garcia.

## Palmarès

### Titre en double dames
| No | Date       | Nom et lieu du tournoi       | Catégorie | Dotation  | Surface      | Partenaire   | Finalistes                  | Score    |          |
| -- | ---------- | ---------------------------- | --------- | --------- | ------------ | ------------ | --------------------------- | -------- | -------- |
| 1  | 08-04-2019 | Claro Open Colsanitas Bogota | Intern'l  | 226 750 $ | Terre (ext.) | Astra Sharma | Hayley Carter Ena Shibahara | 6-1, 6-2 | Parcours |

### Finale en double dames
Aucune

## Parcours dans les tournois duGrand Chelem

### En simple
| Année | Open d'Australie | Open d'Australie      | Internationaux de France | Internationaux de France | Wimbledon       | Wimbledon     | US Open | US Open           |
| ----- | ---------------- | --------------------- | ------------------------ | ------------------------ | --------------- | ------------- | ------- | ----------------- |
| 2016  | Q1               | Ysaline Bonaventure   | —                        | —                        | —               | —             | —       | —                 |
|       |                  |                       |                          |                          |                 |               |         |                   |
| 2019  | 2e tour (1/32)   | Caroline Garcia       | —                        | —                        | Q1              | Anna Blinkova | Q2      | Caroline Dolehide |
|       |                  |                       |                          |                          |                 |               |         |                   |
| 2022  | —                | —                     | —                        | —                        | 1er tour (1/64) | María Sákkari | —       | —                 |
| 2023  | Q2               | V. Jiménez Kasintseva | —                        | —                        | —               | —             | —       | —                 |

N.B. : à droite du résultat se trouve le nom de l'ultime adversaire.

### En double
| Année | Open d'Australie                                                             | Open d'Australie | Internationaux de France | Internationaux de France | Wimbledon | Wimbledon | US Open | US Open |
| ----- | ---------------------------------------------------------------------------- | ---------------- | ------------------------ | ------------------------ | --------- | --------- | ------- | ------- |
| 2018  | 1er tour (1/32) A. Bai \|\| style="text-align:left;" \| M. Brengle M. Puig   | —                | —                        | —                        | —         | —         | —       |         |
| 2019  | 2e tour (1/16) A. Bai \|\| style="text-align:left;" \| N. Hibino D. Krawczyk | —                | —                        | —                        | —         | —         | —       |         |

N.B. : le nom de la partenaire se trouve sous le résultat ; les noms des ultimes adversaires se trouvent à droite.

### En double mixte
| Année | Open d'Australie                                                                   | Open d'Australie | Internationaux de France | Internationaux de France | Wimbledon | Wimbledon | US Open | US Open |
| ----- | ---------------------------------------------------------------------------------- | ---------------- | ------------------------ | ------------------------ | --------- | --------- | ------- | ------- |
| 2018  | 1er tour (1/16) B. Mousley \|\| style="text-align:left;" \| K. Peschke H. Kontinen | —                | —                        | —                        | —         | —         | —       |         |

N.B. : le nom du partenaire se trouve sous le résultat ; les noms des ultimes adversaires se trouvent à droite.

## Classements WTA en fin de saison
| Année          | 2014 | 2015 | 2016 | 2017 | 2018 | 2019 | 2020 | 2021 | 2022 | 2023 |
| Rang en simple | 953  | 494  | 904  | 384  | 215  | 194  | 304  | 616  | 767  | 944  |
| Rang en double | –    | 1263 | –    | 774  | 335  | 177  | 271  | 1258 | 810  | –    |

Source : (en) Classements de Zoe Hives sur le site officiel de la Fédération internationale de tennis